# Cuevas del Campo
Cuevas del Campo er en by og kommune i det sydøstlige Spanien i provinsen Granada. Den har et indbyggertal på 1.775 (2024) indbyggere.